# Хаджичи (община)
Община Хаджичи (босн. и хорв. Opština Hadžići, серб. Општина Хаџићи) — боснийская община, расположенная в Сараевском кантоне Федерации Боснии и Герцеговины. Административным центром является Хаджичи.

## Население
По предварительным данным переписи в конце 2013 года население общины составляло 24 979 человек. По данным переписи населения 1991 года, в 62 населённых пунктах общины проживали 24 200 человек.